# Valhajsflickan (musikalbum)
Valhajsflickan är ett samlingsalbum/soundtrack av Nilla Nielsen, utgivet den 28 januari 2014 på Gecko Music.
Den 28 januari 2014 släppte Nilla Nielsen självbiografin Valhajsflickan - en sann berättelse om och av en överlevare. Boken är Nillas debut som författare och hade även ett medföljande soundtrack med en samling låtar som har anknytning till berättelsen.
Bite Me är den enda låten på soundtracket som är tidigare outgiven på album. Det finns dock en tidig musikvideo med låten.
Sima, Blood Money – American Honey och The Girl You Used to Know kommer från albumet Redemption Sky (2004).
Black Water och The Mister Song kommer från albumet Shellshocked (2008).
Higher Ground, The UFO Song (the Guinea Pig Song), Man from the North och Hymn for Orangutan (Lullaby for the Wounded) kommer från albumet Higher Ground (2010).
Himmelen måste saknat sin ängel kommer från albumet Så nära (2012).

## Låtlista
1. Himmelen måste saknat sin ängel - (Nilla Nielsen)
2. Higher Ground - (Nilla Nielsen)
3. Black Water - (Nilla Nielsen)
4. The Mister Song - (Nilla Nielsen)
5. The UFO Song (the Guinea Pig Song) - (Nilla Nielsen)
6. Sima - (Nilla Nielsen)
7. Blood Money / American Honey - (Nilla Nielsen)
8. The Girl You Used to Know - (Nilla Nielsen)
9. Man from the North - (Nilla Nielsen)
10. Bite Me - (Nilla Nielsen)
11. Hymn for Orangutan (Lullaby for the Wounded) - (Nilla Nielsen)

## Band
- Nilla Nielsen - Sång, gitarr, munspel, slagverk, klaviatur, programmering & tamburin
- Linnea Olsson - Cello (1)
- Sebastian Printz - Trummor (2)
- Martin Erlandsson - Piano (2)
- Bengt Johnson - Trummor & slagverk (3-4)
- Erik Urban - Bas (3-4)
- Niklas Ekelund - Elgitarr (3-4, 11)
- Nils Erikson - Piano, bas, trummor, slagverk, gitarr, melodika, munspel, orgel, synthesizer, stråkarrangemang & kör (3-4, 6-8)
- Christof Jeppsson - Trummor, gitarr & kör (6-8)
- Fredrik "Gicken" Johansson - Bas (7)
- Magnus Helgesson - Trummor & slagverk (7)
- Staffan Karlsson - Bas (8)

## Fotnoter
1. ↑  ”Intervju om Valhajsflickan”, Helsingborgs Dagblad, 12/1 2014
2. ↑  ”Intervju om Valhajsflickan”, Lokaltidningen Helsingborg, 15/1 2014
3. ↑  ”Intervju om Valhajsflickan” Arkiverad 8 maj 2014 hämtat från the Wayback Machine., Radio4U, 10/2 2014